# Fiat 680RN
Le Fiat 680 RN était un autobus urbain et interurbain fabriqué par la division autobus de Fiat V.I., branche du groupe italien Fiat.
Il a été lancé en 1949 pour remplacer l'ancien Fiat 666RN.
Cet autobus, comme tous les modèles dans le monde à cette époque, utilisait le châssis dérivé d'un camion existant, surbaissé, avec un moteur placé à l'avant du véhicule, donc dans une position encombrante pour l'accès des voyageurs et la conduite. (Cf les cars Chausson ont gardé jusque dans les années 80 ce type de conception).
Le Fiat 680 RN, d'une longueur normalisée en Italie, de 10 mètres, était équipé du même moteur que le camion, le fameux Fiat 368, un 6 cylindres de 10 170 cm3, développant 123 ch DIN avec un couple maximum à 900 tours par minute seulement. Ce moteur s'avèrera très robuste, fiable et peu gourmand en gazole. Le poste de conduite était à droite, comme le voulait le code de la route italien.
Le Fiat 680 RN sera également décliné en version urbaine sous la référence 680 RNU. Comme à l'accoutumée en Italie, le constructeur Fiat fournit les châssis motorisés aux carrossiers spécialisés Barbi, Bianchi, Dalla Via, Menarini, Orlandi, Viberti qui réalisaient les versions interurbaines de banlieue ou GT.
Nota :
- RN signifie : 
  - R - ribassato, le châssis d'origine dérivé du camion correspondant a été abaissé pour être compatible avec l'accès à bord des passagers.
  - N comme pour les camions désigne le type de carburant N = nafta, gaz-oil en italien,
  - U pour urbain.

- CANSA est l'acronyme de "CArrozzerie Novaresi Società Anonima" - Carrosseries de Novare Société Anonyme. Cette société de carrosserie industrielle était une filiale de Fiat Bus dont les ateliers et le siège social est implanté à Cameri, près de Novare. Avec l'introduction du Fiat 343 Cameri, en 1972, l'appellation commerciale devient "Carrozzeria Fiat Cameri".

La production du Fiat 680RN cesse en 1954. Il a été remplacé par le Fiat 682RN lancé en 1953. Beaucoup d'entre eux ont retrouvé une seconde jeunesse en Afrique et dans les pays de l'Est.